# Naum Jakowlewitsch Krupnik
Naum Jakowlewitsch Krupnik, russisch Наум Яковлевич Крупник, (* 31. Dezember 1932 in Chișinău) ist ein moldawisch-israelischer Mathematiker, der sich mit Funktionalanalysis befasst.
Der Vater von Krupnik war Mechaniker in einer Brotfabrik, die Mutter Musikerin. Krupnik studierte an der Staatlichen Universität in Chişinău und wurde 1964 bei Israel Gohberg promoviert. Danach war er dort Außerordentlicher Professor und leitete ein Labor für mathematische Analysis. 1987 habilitierte er sich (russischer Doktorgrad). 1990 wurde er Professor an der Bar-Ilan-Universität. 2001 wurde er emeritiert und zog nach Toronto.
Er befasst sich mit singulären Integraloperatoren in einer und mehr Dimensionen, endlich dimensionalen Darstellungen von Banachalgebren. Nach ihm und Gohberg ist eine Formel zur Inversion von Toeplitz-Matrizen benannt.
Zwei seiner Söhne sind ebenfalls Mathematiker und sein älterer Bruder Michail Krupnik ist Wirtschaftswissenschaftler in Moldawien.

## Schriften
- mit Israel Gohberg: Einführung in die Theorie der Eindimensionalen Singulären Integraloperatoren, Birkhäuser 1979
- Banach Algebras with Symbol and Singular Integral Operators, Birkhäuser Verlag 1987, 2014
- mit Israel Gohberg: One-Dimensional Linear Singular Integral Equations, 2 Bände, Birkhäuser 1991, 1992
- mit Israel Gohberg, Seymour Goldberg: Traces and Determinants of Linear Operators, Birkhäuser 2000